# Bastegöl (Kråksmåla socken, Småland, 631923-150329)
Bastegöl är en sjö i Nybro kommun i Småland och ingår i Alsteråns huvudavrinningsområde.